# Stefan Alwin
Stefan Alwin (ur. ok. 15 kwietnia 1916 w prawdopodobnie Sarnach, zm. 14 września 1997 w Poznaniu) – polski entomolog, przyrodoznawca, historiograf i pedagog.

## Życiorys
Urodził się w Sarnach lub w ich okolicach, jako niemowlę trafił do sierocińca, skąd podczas wojny polsko-bolszewickiej został przewieziony na teren Wielkopolski. Został adoptowany przez małżeństwo Alwinów z Leszna, które nadało mu swoje nazwisko. W 1935 uzyskał stopień inżyniera w Państwowej Szkole Ogrodniczej w Poznaniu, w 1946 obronił pracę magisterską na Uniwersytecie Poznańskim. Od 1951 do 1955 kierował Zakładem Ochrony Roślin w Wyższej Szkole Rolniczej w Poznaniu, w 1955 objął stanowisko zastępcy profesora na tej uczelni. W 1956 został wybrany na dwuletnią kadencję prodziekana Wydziału Ogrodniczego WSR, od 1955 do 1966 kierował Pracownią Pomocy Naukowych oraz Katedry Metod Ochrony Roślin. Zajmował się entomologią stosowaną, prowadził badania nad morfologią, biologią, szkodliwością i zwalczaniem szkodników w uprawach ogrodniczych. Stefan Alwin był twórcą nowoczesnych metod ochrony roślin m.in. pestycydów zwalczających szkodniki i choroby roślin. Autor felietonów, publikacji i książek m.in. "Choroby i szkodniki roślin ozdobnych", "Historia studiów ogrodniczych w Poznaniu. Cz. I. Okres 1920-51", "Atlas chorób i szkodników warzyw". Zgromadził kolekcję 300000 egzemplarzy Coleoptera i Lepidoptera Polski, która znajduje się w Katedrze Ekonomiki Leśnictwa i Katedrze Entomologii Uniwersytetu Przyrodniczego w Poznaniu oraz Lubuskim Klubie Przyrodników. Ponadto zgromadził dużą kolekcję filatelistyczną o tematyce entomologicznej, był wiceprzewodniczącym poznańskiego oddziału Polskiego Towarzystwa Entomologicznego, od 1986 członek honorowy tego towarzystwa. W 1957 został odznaczony Złotym Krzyżem Zasługi. 
Pochowany na cmentarzu parafialnym w Bojadłach. 